# Plácido Ángel Rey de Lemos
Plácido Ángel Rey de Lemos (Lugo, 30 de octubre de 1867 - Éibar, 12 de febrero de 1941) fue un religioso español, monje benedictino y después franciscano. Por enfermedad de Juan Manuel Sanz y Saravia el 18 de enero de 1917 es nombrado Administrador apostólico de Jaén, y posteriormente nombrado para obispo de Lugo el 18 de diciembre de 1919 en sustitución de Manuel Basulto Jiménez que iba a ser obispo de Jaén.